# Народний музей освіти Прикарпаття
Народний музей освіти Прикарпаття — музей в Івано-Франківську; експозиція музею присвячена розвитку національної освіти Прикарпаття з часів Київської Русі до сьогодення.

## Історія
Музей освіти Прикарпаття був створений у 1980 році при Івано-Франківському державному педагогічному інституті ім. Василя Стефаника. З часу заснування музей відвідало понад 150 тис. відвідувачів, було проведено майже понад 7 тис. екскурсій, організовано майже 100 тематичних виставок.
У 1983 році музею було присвоєне звання «народного».

## Експозиція
На площі 200 м² розміщено сотні експонатів, значна частина з них оригінальна, а деякі — унікальні.
Експозицію складають три тематичні розділи:
- Освіта на Прикарпатті з часів Київської Русі до 1939 року.
- Школа та освіта на Прикарпатті у 1939–2007 роках.
- Історія становлення Прикарпатського національного університету імені В. Стефаника.

## Режим роботи
- Робочі дні: понеділок — п'ятниця.
- Вихідні дні: субота, неділя.
- Години роботи: з 8:30 до 16:30 год.